# 885 Ulrike
885 Ulrike este un asteroid din centura principală, descoperit pe 23 septembrie 1917, de Serghei Beliavski.